# Women Two Steps in Front of Me
Women Two Steps in Front of Me er en dansk dokumentarfilm fra 2019 instrueret af Max Kestner.

## Handling
Fortællingen om to unge kvinder, Lucia og Elisabeth, hvis liv ikke har noget med hinanden at gøre, men hvis historier alligevel blandes sammen gennem en magisk struktur. En magisk hverdagsfortælling om skænderier, sorger, desperation, sex, fravær af sex, smålighed og forsmåelsen. Dokumentarisk musical.